# Sam Richardson (Schauspieler)

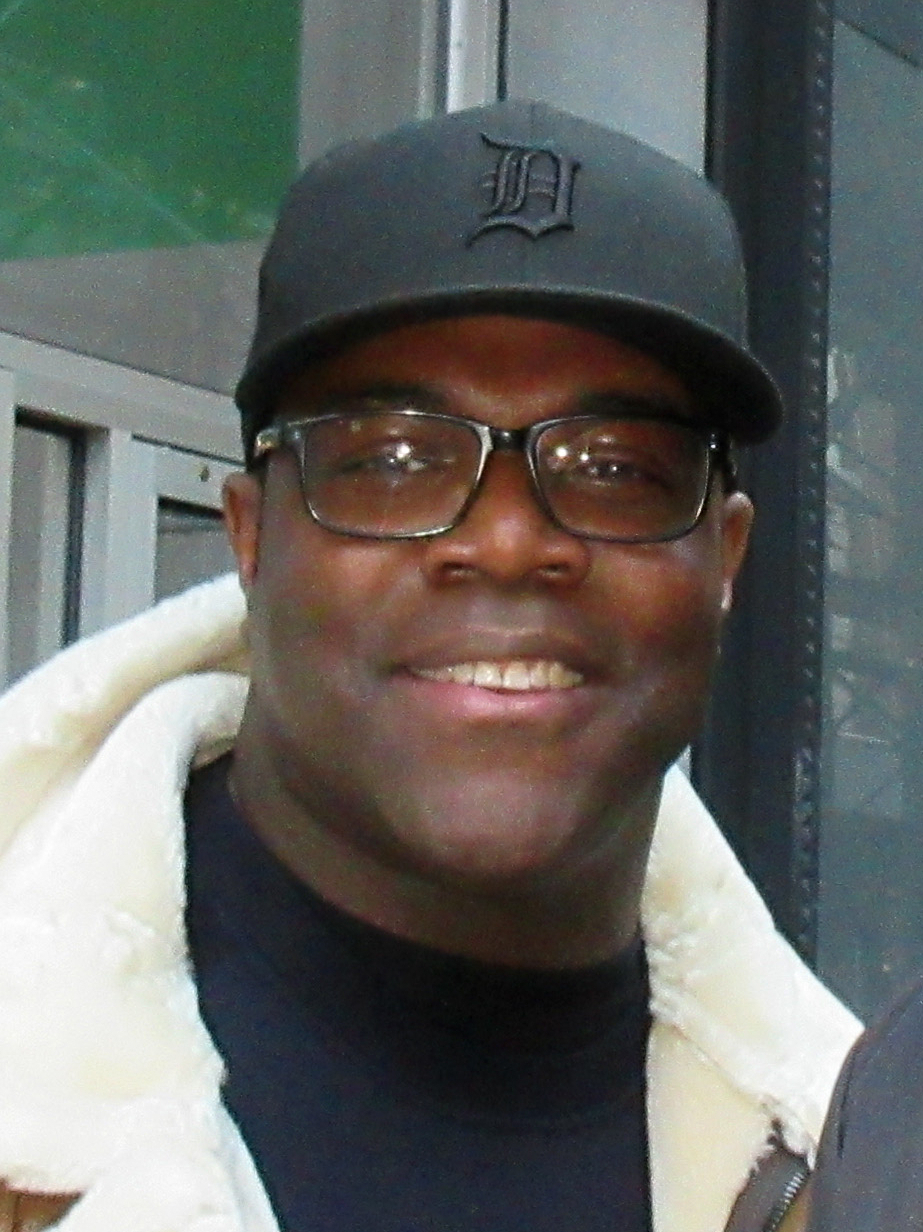
Sam Richardson (2019)

Sam Richardson (* 12. Januar 1984 in Detroit, Michigan) ist ein US-amerikanischer Schauspieler und Synchronsprecher ghanaischer Abstammung, der durch die Rolle des Richard Splett in der HBO-Serie Veep – Die Vizepräsidentin Bekanntheit erlangte.

## Leben und Karriere
Sam Richardson wurde in der Stadt Detroit, im US-Bundesstaat Michigan geboren, wo er neben Ghana, der Heimat seiner Mutter, auch aufwuchs. Sein Großvater mütterlicherseits war ein Lokal-Politiker in Ghana. Richardson schloss die University of Detroit Jesuit High School and Academy 2002 erfolgreich ab und studierte danach Theater an der Wayne State University.
Zu Beginn seiner Karriere war Richardson ein Teil einer Sketch-Gruppe und trat mit ihr u. a. in Detroit und Chicago auf. Seit 2007 ist er auch in Film und Fernsehen als Schauspieler aktiv. Zunächst war er in einigen Kurzfilmen zu sehen, bevor er 2012 die wiederkehrende Rolle des Colin in der Serie Das Büro übernahm. Im selben Jahr wirkte er auch an der Serie Harder Than It Looks mit. Seit 2014 ist er als Richard Splett in der HBO-Serie Veep – Die Vizepräsidentin zu sehen. Durch diese Rolle erlangte er größere Bekanntheit und wurde 2015 mit dem Rest der Darsteller für einen Screen Actors Guild Award in der Kategorie Bestes Ensemble nominiert. Daneben übernahm Richardson auch kleinere Rollen in Filmen, wie Wir sind die Millers, Bad Neighbors 2 und Ghostbusters.
Neben seinen Auftritten vor der Kamera leiht er auch immer wieder Figuren aus Animationsserien seine Stimme, beispielsweise in Human Discoveries, Archer, Rise of the Teenage Mutant Ninja Turtles und BoJack Horseman.

## Filmografie (Auswahl)
- 2007: The Planning Lady (Kurzfilm)
- 2008: Little Joy (Kurzfilm)
- 2010: Superman vs. The Office (Kurzfilm)
- 2012: Harder Than It Looks (Fernsehserie, 6 Episoden)
- 2012: The Office (Fernsehserie, 6 Episoden)
- 2013: Arrested Development (Fernsehserie, Episode 4x01)
- 2013: Wir sind die Millers (We're the Millers)
- 2014: All Stars
- 2014: Kill the Boss 2
- 2014–2019: Veep – Die Vizepräsidentin (Veep, Fernsehserie, 40 Episoden)
- 2015: Spy – Susan Cooper Undercover (Spy)
- 2015: Drunk History (Fernsehserie, Episode 3x05)
- 2015: The Night is Young
- 2016: Bad Neighbors 2
- 2016: Ghostbusters
- 2016: Office Christmas Party
- 2016–2018: New Girl (Fernsehserie, 2 Episoden)
- 2017–2018: Detroiters (Fernsehserie, 20 Episoden)
- 2018: Game Over, Man!
- 2018: Chaos im Netz (Ralph Breaks the Internet, Stimme)
- 2019: Good Boys
- 2019: Archer (Fernsehserie, 2 Episoden, Stimme)
- 2019: Room 104 (Fernsehserie, Episode 3x05)
- 2019–2020: BoJack Horseman (Fernsehserie, 5 Episoden, Stimme)
- 2020: Promising Young Woman
- 2020: Lass es, Larry! (Curb your Enthusiasm, Fernsehserie, Episode 10x10)
- 2020: Hoops (Fernsehserie, 10 Episoden, Stimme für Marcus)
- 2020: Superintelligence
- 2020–2022: Star Trek: Lower Decks (Fernsehserie, 2 Episoden, Stimme)
- 2021: Werewolves Within
- 2021: The Tomorrow War
- 2021: Ted Lasso (Fernsehserie, 2 Episoden)
- 2021–2023: HouseBroken (Fernsehserie, 30 Episoden, Stimme)
- 2022–2023: The Afterparty (Fernsehserie, 18 Episoden)
- 2022: Senior Year
- 2022: Hocus Pocus 2
- 2023: Die verrückte Geschichte der Welt, Teil II (History of the World: Part II, Miniserie, Episode 1x03)
- 2023: Jemand, den ich mal kannte (Somebody I Used to Know)
- 2023: Clone High (Fernsehserie, Episode 1x09, Stimme)
- 2023–2024: Velma (Fernsehserie, 21 Episoden, Stimme)
- 2024: Sausage Party: Foodtopia (Fernsehserie, 8 Episoden, Stimme)
- 2024: The 4:30 Movie
- 2025: Star Trek: Sektion 31 (Star Trek: Section 31)
- 2025: Poker Face (Fernsehserie, Episode 2x07)